# Emmanuel de Grouchy
Emmanuel de Grouchy, Hầu tước de Grouchy (23 tháng 10 năm 1766 – 29 tháng 5 năm 1847) là một thống chế Pháp.

## Tiểu sử
Grouchy được sinh ra tại Paris, là con trai thứ hai của François-Jacques de Grouchy, Hầu tước de Grouchy (b. 1715) và người vợ Gilberte Fréteau de Pény (d. 1793). Ông gia nhập pháo binh Pháp năm 1799. Năm 1782, ông được chuyển qua kỵ binh và năm 1786 là đội cận vệ.

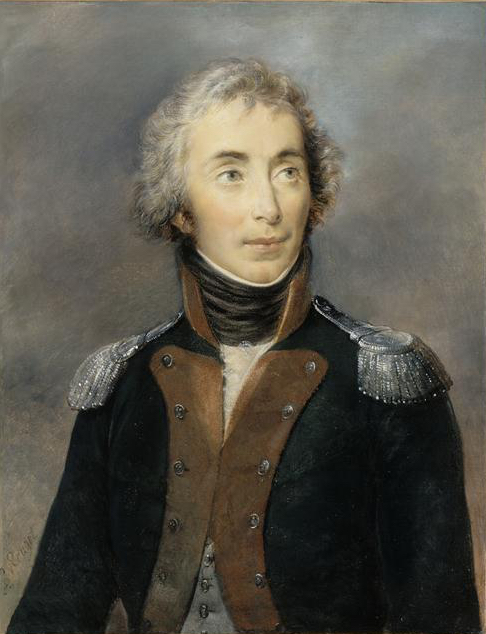
Emmanuel de Grouchy, đại tá Trung đoàn 2 Long Kỵ binh năm 1792.

Trong thời kì cách mạng, Grouchy trở thành đại tá trung đoàn Long Kỵ binh Condé, và khi là thiếu tướng, ông được điều đến mặt trận đông nam. Năm 1793, ông khẳng định tên tuổi tại La Vendée và được phong hàm Trung tướng. Grouchy bị giáng chức bởi xuất xứ của mình nhưng ngay sau đó quay trở lại vào năm 1795. Là tham mưu của Tập đoàn quân Ireland (1796–1797), và là một phần của chiến dịch xâm lược quốc gia này. Năm 1798, ông quản lý chính quyền dân sự và quân sự của Piedmont. Năm 1799, ông lại một lần nữa khẳng định tên tuổi khi chỉ huy một sư đoàn đáng bại quân Áo và Nga. Trong lần rút chạy khỏi Novi, Grouchy phải hứng chịu 14 vết thương và bị bắt làm tù bình.
Khi được quay lại Pháp, mặc dù không ủng hộ binh biến tháng Sương mù, ông vẫn được Tổng tài thứ nhất trọng dụng và lại khẳng định được tên tuổi tại Hohenlinden. Chấp nhận chế độ mới, kể từ năm 1801, ông được trọng dụng bởi Napoleon với vị trí quân sự và chính trị quan trọng. Ông phục vụ tại Áo năm 1805, tại Phổ năm 1806, Ba Lan năm 1807, nơi mà ông đã thể hiện tài năng trong trận Eyleu và Friedland, Tây Ban Nha năm 1808 và đã chỉ huy kỵ binh của Tập đoàn quân ý năm 1809 với Phó vương Eugène trong cuộc hành quân tới Viên.
Năm 1812, ông được điều làm tư lệnh Quân đoàn III Kỵ binh. Ông chỉ huy quân đoàn này Smolensk và Borodino. Trong cuộc rút lui khỏi Moskow, Napoleon đã điều ông làm chỉ huy lực lượng bảo vệ. Ông tiếp tục chỉ huy kỵ binh tới năm 1813 cho đến khi bị thải hồi năm 1813 vì đã không chấp nhận đề nghị chỉ huy Quân đoàn từ Napoleon.
Mặc dù vậy, năm 1814, ông quay trở lại trong vai trò phòng thủ nước Pháp và đã bị thương tại Craonne. Trong thời kì phục hưng của vương triều Bourbon, ông từ chối chỉ huy lực lượng kỵ binh truy kích và bị thải hồi.
Năm 1815, ông ủng hộ Napoleon quay trở lại và được phong hàm Thống chế và Thượng nghĩ sĩ Pháp. Trong chiến dịch Waterloo, ông chỉ huy lực lượng kỵ binh dự bị và sau trận Ligny, ông chỉ huy quân bên cánh nhằm truy kích quân đội Phổ.
Ngày 17 tháng 6, Grouchy chạm trán quân Phổ. Không nghe thấy tiếng pháo từ Waterloo, ông quyết định truy đuổi quân Phổ đang rút lui trong khi đó liên quân Anh-Hà Lan-Phổ đang hội quân để đánh đuổi Napoleon. Ông đánh bại quân Phổ tại trận Wavre vào ngày 18-19, nhưng quá muộn, Napoleon đã bại trận tại Waterloo.
Ông sống nốt quãng đời còn lại trong sự trốn chạy. Phán quyết của toà án là tử hình đã bị vô hiệu, nhưng ông vẫn bị đày sang Hoa Kỳ cho đến khi được ân xá năm 1821. Khi quay trở lại Pháp, ông chỉ giữ quân hàm tướng. Năm 1830, Louis Philippe đã trả lại ông chiếc gậy thống chế và phục hồi danh hiệu thượng nghị sĩ. Ông mất tại Saint-Étienne ngày 29 tháng 5 năm 1847.

## Tác phẩm
Các tác phẩm của ông đã xuất bản:
- Observations sur la relation de la campagne de 1815 par le général de Gourgaud (Philadelphia and Paris, 1818)
- Refutation de quelques articles des mémoires de M. le Duc de Rovigo (Paris,1829)
- Fragments Historiques Relatifs a la Campagne de 1815 et a la Bataille de Waterloo (Paris, 1829–1830) — in reply to Barthélemy and Méry, and to Marshal Gérard
- Reclamation du marchal de Grouchy (Paris, 1834)
- Plainte contre le general Baron Berthezène — Berthezène, formerly a divisional commander under Gérard, stated in reply to this defence that he had no intention of accusing Grouchy of ill faith.